# 関西学院初等部
関西学院初等部（かんせいがくいんしょとうぶ）は、兵庫県宝塚市武庫川町にある私立小学校。宝塚ファミリーランド跡地に位置する。

## 教育

### 理念・目標
関西学院全体のスクールモットーである"Mastery for Service"に従い、キリスト教に基づいた全人教育を行うことを掲げる。
教育目標には、「意志・情操・知性」の3つの点を踏まえた、
- キリスト教の教えに基づくたくましい生き方の育成
- 豊かな情操と国際感覚を持った世界市民の育成
- 真理を探究する、確かな基礎学力の育成

が定められている。

### 課程
通常のカリキュラムの他に、初等部独自の取り組みとして、「関学タイム70」と呼ばれる特別な学習時間を設けている。関学タイム70はそれぞれ「こころの時間」（15分）、「風の時間」（15分）、「光の時間」（20分）、「力の時間」（20分）と名づけられた4つの活動に分けられ、日々の時間割に配置されている。
「心の時間」では礼拝を通して宗教心を養うこと、「風の時間」では読み聞きで表現力を強化すること、「光の時間」では英語や異文化学習によって国際理解を深めること、「力の時間」では分析力・推理力を身につけることがねらいとされる。
また、総合的な学習の時間は英語や国際理解の学習を中心として進められており、6年生は5月に、学習の集大成として、カナダでのホームステイ（5泊7日）を通して、異文化体験や現地の児童との交流などを行う。

## 沿革
関西学院全体の沿革は学校法人関西学院を参照のこと。
- 2008年4月 - 開校。新1年から新3年生が入学する。
- 2012年4月 - 初等部第1期生（開校時の新3年生）の内部進学に合わせ、中学部が共学化。
- 2015年4月 - 初等部第1期生の内部進学に合わせ、高等部が共学化。

## アクセス
- JR福知山線宝塚駅下車 1,200m
- 阪急宝塚本線宝塚駅下車 1,100m
- 阪急今津線宝塚南口駅下車 800m
  - なお、800mの距離にある阪急電鉄宝塚線清荒神駅は、交通量が多く歩道のない道を歩かなくてはならず、交通量の激しい国道を横断しなければならないため、生徒の通学には使えないことになっている。宝塚駅からのバス通学は認められている。

## 周囲
- 宝塚大劇場
- 宝塚音楽学校
- 手塚治虫記念館